# 四辻与津子
四辻 与津子（よつつじ よつこ、生年不詳 - 寛永15年12月6日（1639年1月9日））は、江戸時代初期の女性。後水尾天皇の典侍。父は正二位権大納言四辻公遠。女房名、出仕名は御よつ御寮人、大納言典侍、また一位局。院号は明鏡院。姉に上杉景勝側室（定勝生母）桂岩院。兄に鷲尾隆尚・四辻季継・猪熊教利ら。
はじめ新上東門院に仕え綾小路と称したが、元和4年（1618年）ごろに後水尾天皇に出仕し典侍となり、賀茂宮（夭逝）、文智女王（梅宮）の1男1女を生む。
東福門院徳川和子が後水尾天皇の中宮として入内するに当たり、幕府から圧力を受けて天皇から遠ざけられ内裏より追放され（およつ御寮人事件）、程なく落飾して明鏡院と称し嵯峨に隠棲したといわれる。墓所は四辻家菩提寺の京都興聖寺および円照寺。法号は明鏡院殿一物素有無大姉。甥の上杉定勝は、志駄義繁（志駄義秀嫡男）を使者として、高野山清浄心院で追福供養を行っている。

## 登場作品

### 舞台
- 『花供養』（1984年、宝塚歌劇団。演：梓真弓）

### 漫画
- 『イシュタルの娘〜小野於通伝〜』（大和和紀）